# Daugailiai
Daugailiai (ryska: Даугайляй) är en ort i Litauen. Den ligger i den östra delen av landet, 110 km norr om huvudstaden Vilnius. Daugailiai ligger 170 meter över havet och antalet invånare är 351.
Terrängen runt Daugailiai är platt. Runt Daugailiai är det ganska glesbefolkat, med 42 invånare per kvadratkilometer. Närmaste större samhälle är Utena, 18,4 km sydväst om Daugailiai. Omgivningarna runt Daugailiai är en mosaik av jordbruksmark och naturlig växtlighet.